# Sângeorgiu de Pădure
Sângeorgiu de Pădure (en húngaro: Erdőszentgyörgy; en alemán: Sankt Georgen auf der Heide) es una ciudad en el distrito de Mureș, Transilvania, Rumanía. Las aldeas de Bezid (Bözöd), Bezidu Nou (Bözödújfalu) y Loțu (Lóc) son administrativamente parte de la ciudad.

## Historia

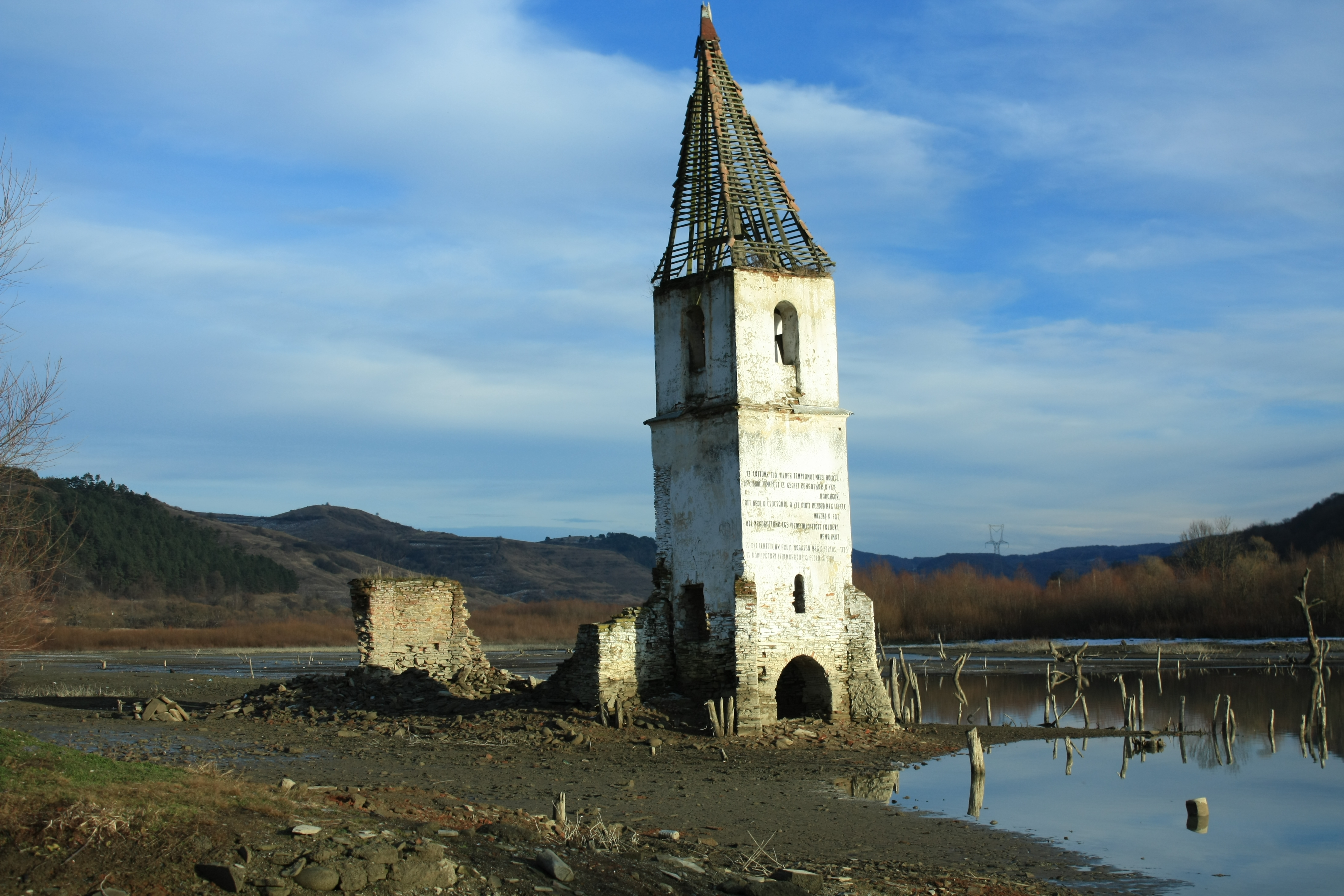
La iglesia del pueblo inundado de Bezidu Nou (Bözödújfalu)

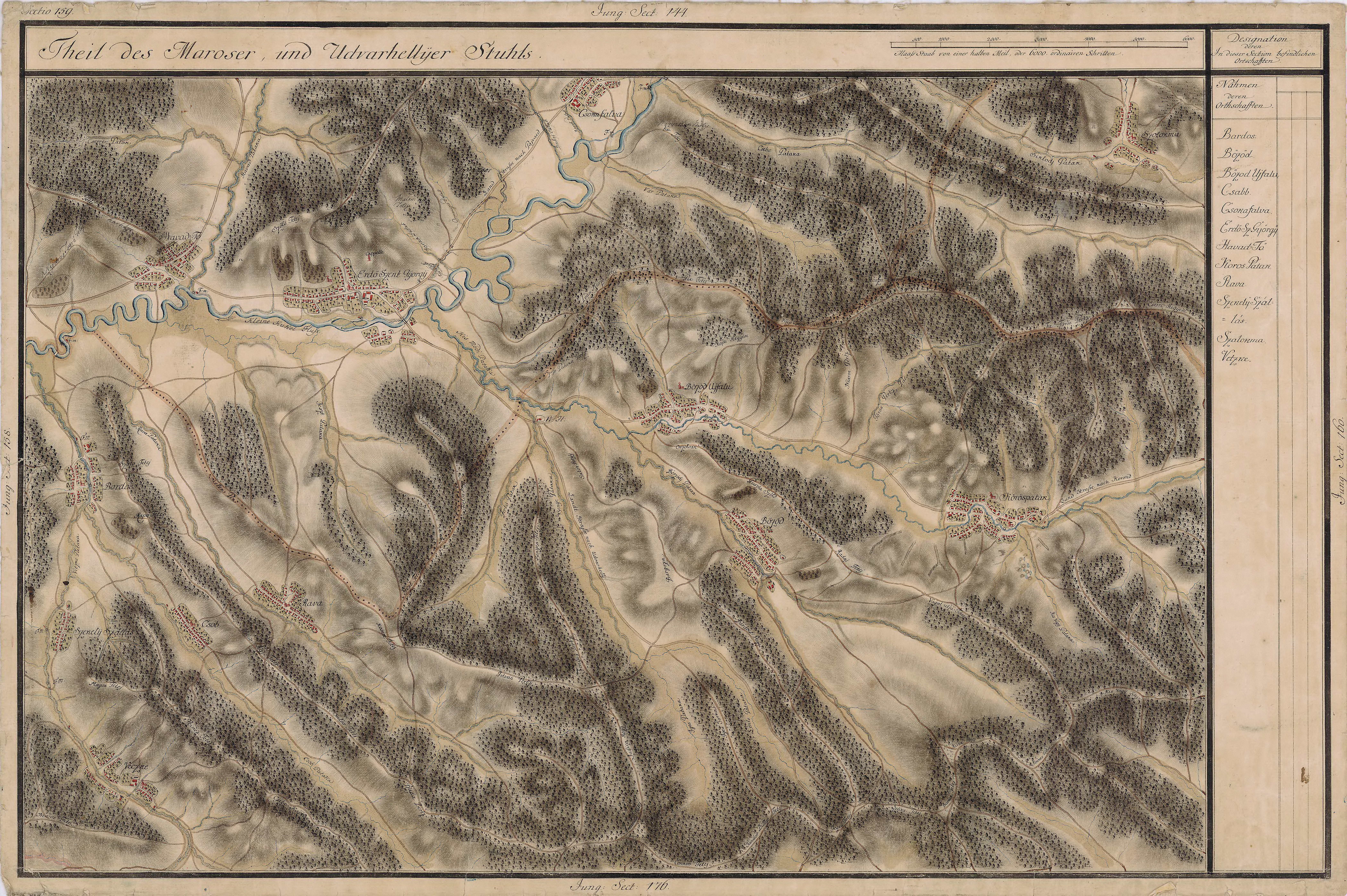
La ciudad como Erdő Szent Györgÿ, siglo XVIII

El primer registro escrito de la ciudad se conserva en una lista papal de diezmos de 1333 en la que se menciona a un sacerdote, "de Sancto Georgio", que pagó 6 dinares a la diócesis vecina. En 1347, se menciona a un hombre llamado Erdő, conde de los Székelys, y a los hijos de Erdő de Erdőszentgyörgy. En 1442, se escribe sobre Anna Herepei, esposa de Erdő de Erdewzenthgergh. El pueblo era propiedad de Francisco I Rákóczi, príncipe de Transilvania. El castillo de Rédey se construyó en 1647. En 1788, nació aquí Péter Bodor. Entre 1818 y 1809, se reconstruyó el castillo de Rédey. En 1913, el nombre oficial húngaro del pueblo era Erdőszentgyörgy.
Su nombre rumano fue originalmente Erdeo-Sângeorgiu; en 1919 el nombre cambió a Sîngeorgiul de Pădure, que más tarde fue cambiado por las autoridades rumanas al nombre oficial actual.

Inmediatamente después de la Primera Guerra Mundial, tras la declaración de la Unión de Transilvania con Rumanía, la zona pasó a estar bajo administración rumana durante la Guerra Húngaro-Rumana de 1918-1919. Según los términos del Tratado de Trianón de 1920, Sângeorgiu de Pădure pasó a formar parte del Reino de Rumanía. Durante el período de entreguerras, la comuna se convirtió en la sede de la plasă de Sângeorgiu de Pădure del condado de Odorhei. En agosto de 1940, el Segundo Laudo de Viena otorgó Transilvania del Norte a Hungría, y el territorio permaneció en manos de Hungría hasta octubre de 1944, cuando fue recuperado de las tropas húngaras y alemanas por las fuerzas rumanas y soviéticas. Administrado por las autoridades soviéticas después del 12 de noviembre de 1944, el pueblo, junto con el resto de Transilvania del Norte, pasó a estar bajo administración rumana el 13 de marzo de 1945.
En 1950, tras el establecimiento de la Rumanía comunista, Sângeorgiu de Pădure pasó a formar parte del raión de Odorhei de la región de Stalin. Entre 1952 y 1960, la comuna perteneció a la Región Autónoma Húngara, y entre 1960 y 1968, a la Región Autónoma de Mureș-Magyar. En 1968, la región fue disuelta y, desde entonces, el asentamiento forma parte del condado de Mureș. Se convirtió en ciudad en 2004.
La tumba de Claudia Rhédey, abuela de María de Teck, se encuentra en la cripta de la iglesia reformada, que fue renovada en 1936 gracias a una donación de la reina María de Teck (bisnieta del conde Rhédey y abuela de la reina Isabel II) y la familia real británica.

## Demografía
Sângeorgiu de Pădure tiene una mayoría húngara székely absoluta. En 1900, el pueblo tenía, en orden de tamaño de población, 4 131 habitantes húngaros (91,23%) y 352 rumanos (7,77%). En 1930, el censo indicó 2 954 húngaros (61,17%), 1 194 rumanos (24,73%), 334 judíos (6,92%) y 334 gitanos (6,92%).
El censo de 2002 contabilizó 5 492 habitantes, siendo profesado el calvinismo por el 54,71% de la población total, mientras que el 19,61% de los encuestados pertenecía a la Iglesia Ortodoxa Rumana, el 10,34% de los encuestados se identificaba como unitario, el 8,55% como católico romano, y el 1,07% como bautista.
Según el censo de 2011, la ciudad tenía una población de 5 055 habitantes, de los cuales 3 816 (75,48%) eran húngaros, 904 rumanos (17,88%) y el 4,74% romaníes. En 2002, se registraron en la ciudad 2121 hogares y 1912 edificios residenciales.
En el censo de 2021, Sângeorgiu de Pădure tenía una población de 4 875 habitantes. De ellos, el 74,38% eran húngaros, el 14,99% rumanos y el 2,81% romaníes.

## Política

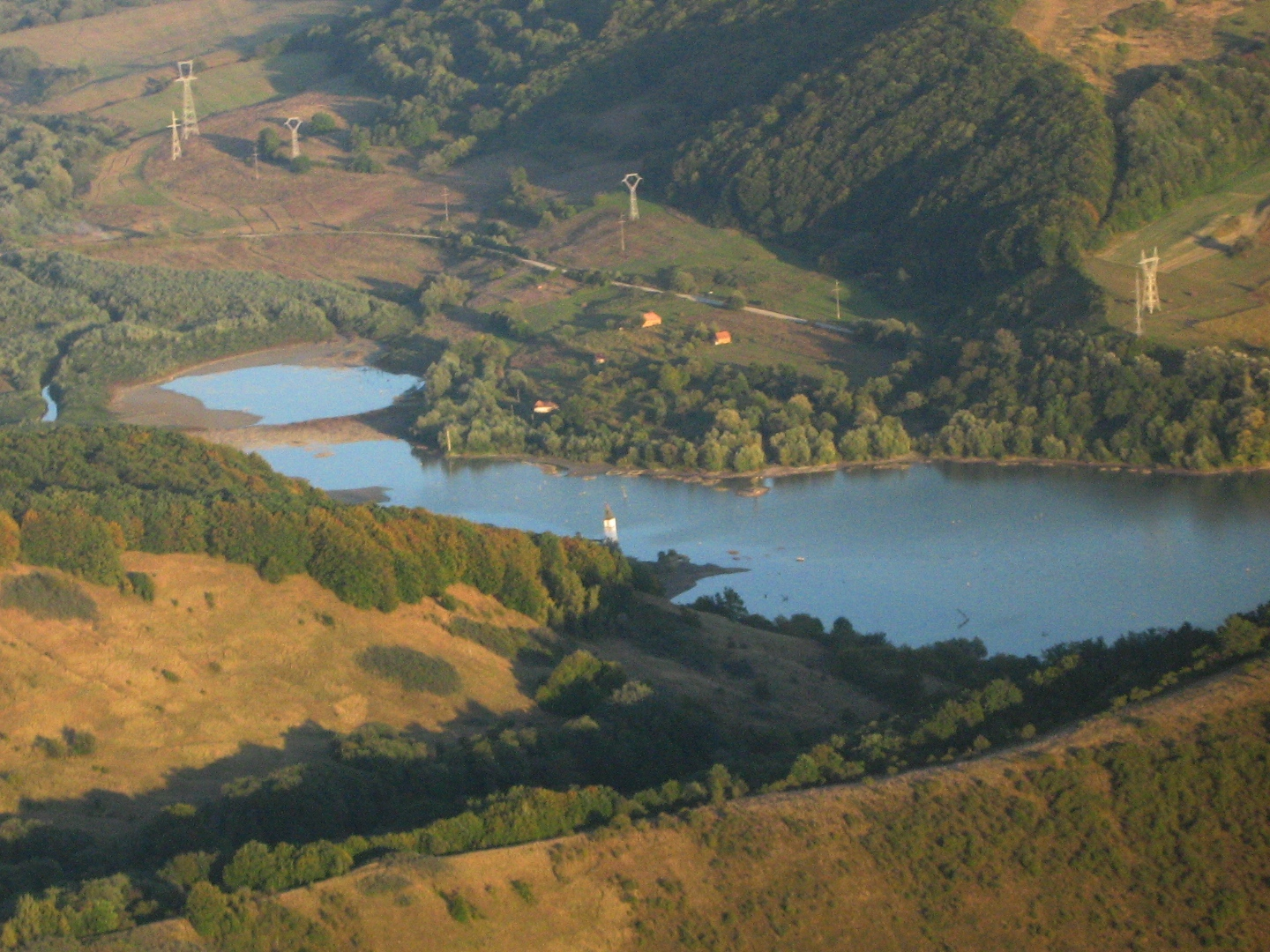
El lago artificial Bezid (Bözöd)

El Ayuntamiento local está compuesto por 15 miembros. Nueve de ellos son de Unión Democrática de Húngaros en Rumania, cinco son de Unión Social Liberal y uno es del Partido Cívico Húngaro.

## Lugares de interés

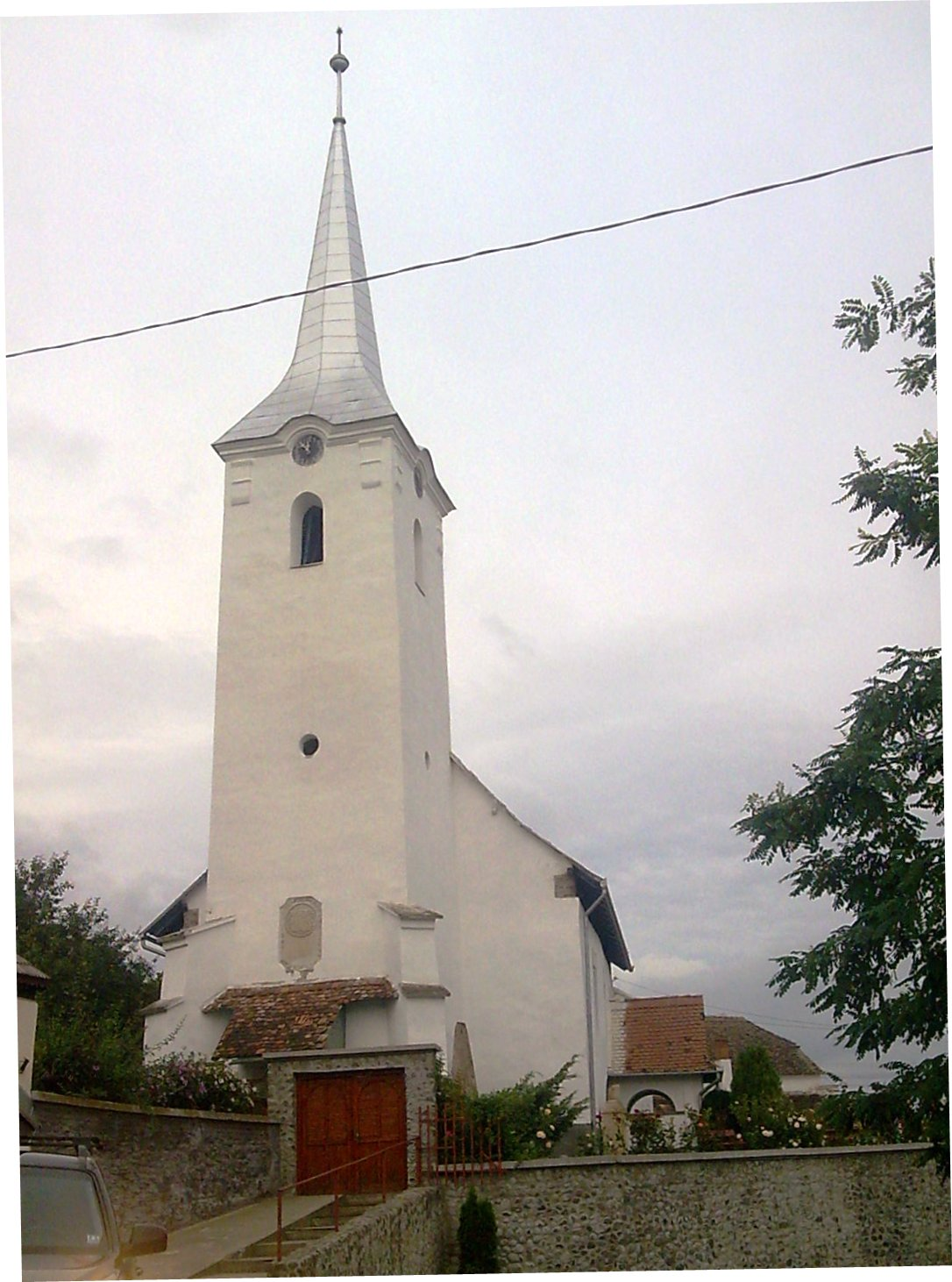
La iglesia reformada

- El Castillo de Rhédey se construyó en 1759 sobre un antiguo castillo del siglo XVI. Fue reconstruido en 1808. Aquí creció la condesa Claudine Rhédey von Kis-Rhéde.
- La iglesia reformada fue construida a finales del siglo XIII y principios del XIV. El sínodo de la iglesia unitaria se celebró aquí en 1621, cuando los unitarios se distanciaron oficialmente de los sabatistas como "judaizantes".[10] Ha pertenecido a la iglesia reformada desde 1640. La torre de la iglesia fue añadida durante la era de la Reforma. Los mecenas de la iglesia eran las familias Rhédey y Wesselényi . Fue reconstruida y restaurada en 1760. Durante una plaga, la cripta debajo de la iglesia fue cerrada por un muro por orden de Gabriel Bethlen, príncipe de Transilvania. La cripta de la familia Rhédey también está en esta iglesia. El mausoleo de Rhédey, ahora en ruinas, se encuentra en la cima de una colina al norte del pueblo. Aquí es donde los restos de la condesa Claudia Rhédey, esposa del duque Alejandro de Wurtemberg, fueron retirados en 1841 y trasladados a la iglesia reformada.
- La iglesia ortodoxa fue construida en 1838 en el lugar de una antigua iglesia de madera.
- La ciudad también tiene una sinagoga.
- La mansión de la familia Zeyk data del siglo XVI. En esta casa nació el teniente general János Kiss.[11]

## Personas notables
- Péter Bodor, mecánico de Székely, nació aquí en 1788[12]
- György Bözödi (1913–1989), escritor, sociólogo e historiador
- Condesa Claudine Rhédey von Kis-Rhéde, esposa morganática del duque Alejandro de Wurtemberg. Es tatarabuela del rey Carlos III del Reino Unido.
- El teniente general János Kiss, mártir del movimiento de resistencia antialemán húngaro, nació aquí en 1883.[12]
- András Némethi (nacido en 1959), matemático

## Economía
El yacimiento de gas de Sângeorgiu de Pădure se encuentra en el territorio administrativo de la ciudad. Fue descubierto en 1920 y comenzó a producir en 1925. Actualmente, es operado por Romgaz.

## Hermanamientos
La ciudad está hermanada con:
- Baja, Hungría (desde 2002)[13]
- Bélapátfalva, Hungría (desde 2006)[13]
- Celldömölk, Hungría (desde 2001)[13]
- Inke, Hungría (desde 2011)[13]
- Kovačica, Serbia (desde 2007)[13]
- Plan-les-Ouates, Suiza (desde 2002)[13]
- Varades, Francia (desde 2000)[13]